# Joshua Hicks
Joshua Hicks (Perth, 29 de abril de 1991) es un deportista australiano que compite en remo. Ganó cuatro medallas en el Campeonato Mundial de Remo entre los años 2017 y 2023.

## Palmarés internacional
| Campeonato Mundial | Campeonato Mundial        | Campeonato Mundial | Campeonato Mundial |
| Año                | Lugar                     | Medalla            | Prueba             |
| ------------------ | ------------------------- | ------------------ | ------------------ |
| 2017               | Sarasota (Estados Unidos) | Medalla de oro     | Cuatro sin timonel |
| 2018               | Plovdiv (Bulgaria)        | Medalla de oro     | Cuatro sin timonel |
| 2019               | Ottensheim (Austria)      | Medalla de bronce  | Dos sin timonel    |
| 2023               | Belgrado (Serbia)         | Medalla de bronce  | Ocho con timonel   |